# Renato Usatîi
Renato Usatîi, né le 4 novembre 1978 à Fălești, est un homme d'affaires et homme politique moldave.

## Biographie

### Carrière et affaires judiciaires
Renato Usatîi est diplômé en langues étrangères de l'université d'État de Bălți. En 2005, il lance sa propre entreprise et fonde en Russie « VPT-NN », une entreprise produisant du matériel ferroviaire. À partir de 2011, il est le principal actionnaire d'Universal, l'une des principales banques de Moldavie.
En juillet 2014, le banquier russe German Gorbuntsov accuse Renato Usatîi d'avoir engagé un homme de main pour le tuer.
Renato Usatîi est arrêté à Chișinău en octobre 2015, et inculpé pour altération illégale du téléphone de Vlad Filat, l'ancien Premier ministre qui avait lui-même été arrêté pour corruption. Usatîi avoua qu'il avait publié les relevés téléphoniques mais qu'il estimait que c'était une mesure nécessaire pour sauver le pays de la corruption. Le 25 octobre, il a été libéré mais les poursuites n'ont pas été abandonnés.
En octobre 2016, un tribunal moldave émet un mandat d'arrêt national et international contre Usatîi,. Il se réfugie alors en Russie.

### Parcours politique
Il est l'un des chefs de file du courant pro-russe en Moldavie. Depuis le 13 avril 2014, il préside Notre Parti, une formation d'opposition conservatrice et eurosceptique.
En 2015, il est élu maire de Bălți avec quelque 72 % des suffrages.
Selon un sondage réalisé en 2019 sur les personnalités politiques les plus populaires de la République de Moldavie, Renato Usatîi arrive en neuvième position.
Il est candidat à l’élection présidentielle moldave de 2020. Bien que pro-russe, il se prononce pour un rapprochement économique avec la Roumanie et l'Ukraine, et s’affiche en premier opposant du président sortant, Igor Dodon. Il arrive en troisième position du premier tour, avec 16,9 % des suffrages exprimés.